# Motivation (canción de Normani)
«Motivation» es una canción de la cantante estadounidense Normani. La canción fue lanzada como el primer sencillo de su próximo álbum de estudio debut el 16 de agosto de 2019. La canción fue escrita por Normani, Savan Kotecha, Ariana Grande, Max Martin, e Ilya Salmanzadeh y producida por esta última. El video musical fue producido por Missy  Elliott  y fue lanzado el mismo día que la canción.

## Antecedentes
La canción fue anunciada por primera vez con un fragmento publicado por Normani en su Twitter el 2 de agosto de 2019. Ella habló sobre la canción, así como la participación de Ariana Grande en la composición, durante una sesión con Rolling Stone en Lollapalooza, donde explicó que Grande también es parte del álbum donde ayudó con la composición. La canción se anunció oficialmente el 9 de agosto de 2019.

## Recepción crítica
Forbes escribió que el tema «suena como la canción pop perfectamente elaborada» que es «pegadiza, veraniega y divertida», aunque «no es difícil imaginar que otras estrellas pop tomen esto y elijan grabarlo», y agrega que recuerda al sonido de la coescritora Ariana Grande de sus álbumes Dangerous Woman (2016) y Thank U, Next (2019). iD nombró la canción un «éxito» con un coro pegadizo, y recuerda el «pop producido por Rich Harrison a principios de la década de 2000» y la actuación de Beyoncé en Coachella.

## Video musical
Fue filmado un vídeo musical para la canción, dirigido por Missy Elliott, Dave Meyers y Daniel Russell y fue lanzado el mismo día que la canción. El video hace homenaje a videos emblemáticos de los años 2000 como «Crazy in Love» de Beyoncé, «...Baby One More Time» de Britney Spears y «I'm Real» de Jennifer Lopez.

## Posicionamiento en listas
| Lista (2019)                           | Mejor posición |
| -------------------------------------- | -------------- |
| Australia (ARIA)                       | 28             |
| Bélgica (Flandes) (Ultratop 50)        | 45             |
| Canadá (Canadian Hot 100)              | 24             |
| Croacia (HRT)                          | 88             |
| Francia (SNEP)                         | 59             |
| Irlanda (IRMA)                         | 20             |
| Países Bajos (Dutch Top 40)            | 27             |
| Países Bajos (Mega Single Top 100)     | 65             |
| Nueva Zelanda (Recorded Music NZ)      | 22             |
| Escocia (Scottish Singles Sales Chart) | 20             |
| Suecia (Sverigetopplistan)             | 12             |
| Reino Unido (UK Singles Chart)         | 30             |
| Estados Unidos (Billboard Hot 100)     | 33             |
| Estados Unidos (Mainstream Top 40)     | 18             |
| Estados Unidos Rolling Stone Top 100   | 26             |